# きんこ (サツマイモ)
きんこ（英語: kinko）は、日本の乾物。三重県の志摩地方に伝わる郷土料理で、サツマイモの一種である隼人芋を用いた干し芋である

## 概要
サツマイモの一種である「隼人芋」を煮て乾燥させた加工食品である。三重県の郷土料理の一つであり、特に志摩市を中心に伝承されている。乾燥させたサツマイモは日本全国で食されているが、静岡県や茨城県で作られている一般的な干し芋がサツマイモを蒸してから乾燥させるのに対して、きんこは煮てから乾燥させるのが特徴である。

## 名称

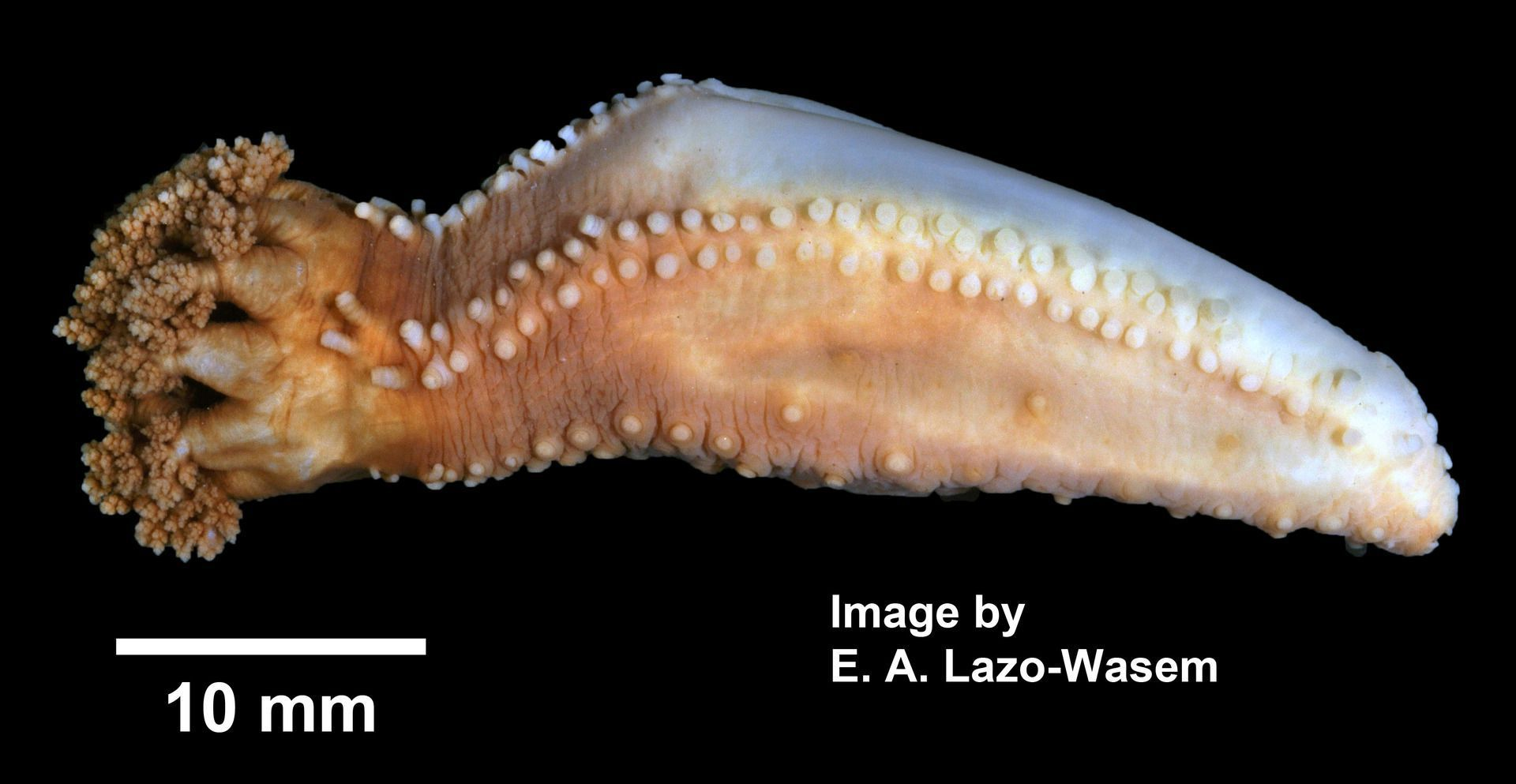
樹手目キンコ科キンコ属のキンコ

名前の由来は、「きんこ」と呼ばれる干しなまこに形状が似ていたためと伝えられている。
かつては「にっきりぼし」「にっきんぼ」「にっき」「きりぼし」など様々な名称で呼ばれていたが、1984年（昭和59年）に「きんこ」に名称が統一された。「きんこ芋」とも呼ばれる。

## 作り方

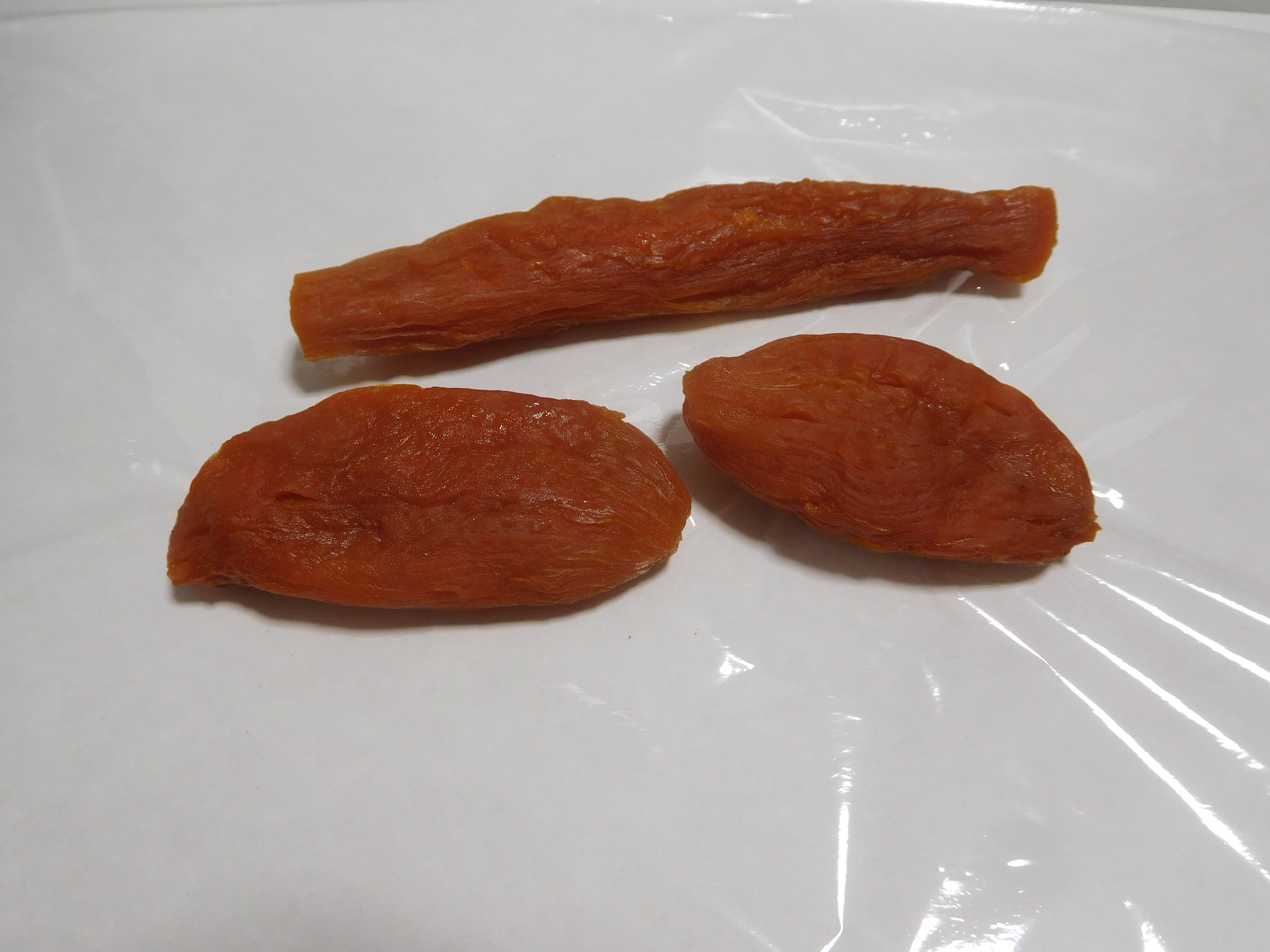
きんこ

サツマイモの中でも「隼人芋」を用いる。芋を煮てから切り、乾燥させる。なお、同じきんこであっても「JA方式」、「安乗方式」、「越賀方式」といったさまざまな製法があり、JA方式や安乗方式では皮を剥いてから煮るのに対して、越賀方式では皮を剥かずに煮る。
なお、静岡県の切り干し芋も、かつてはきんこと同じくサツマイモを煮てから乾燥させていた。1824年（旧暦文政7年）、遠江国榛原郡白羽村の農家である栗林庄蔵が切り干し芋を開発したが、その際は煮てから乾燥させる「煮切り干し法」を採用していた。しかし、1892年（明治25年）頃、静岡県豊田郡大藤村の大庭林蔵と稲垣甚七が、蒸かしてから乾燥させる「蒸切り干し法」をそれぞれ考案した。その結果、切り干し芋はサツマイモを蒸かして乾燥させるようになった。
一方、茨城県の干し芋は、当初よりサツマイモを蒸かして乾燥させて製造している。静岡県の切り干し芋を参考にして、1895年（明治28年）に茨城県那珂郡前渡村の照沼勘太郎が開発した。

## 食べ方
海女や子供の間食や、漁師のスタミナ源としても活用された。そのまま食べるだけでなく、炙って食べることもある。12月中旬から1月末までが旬とされる。
また、アイスクリームのトッピングや、スイートポテトや生キャラメルなど洋菓子の原料としても活用されている。さらに、ディップなど調味料の原料や、焼酎など酒の原料としても用いられる。

## 伝承区域
- 三重県志摩市[1]